# Čchien Ning
Čchien Ning (čínsky pchin-jinem Qián Níng, znaky zjednodušené 钱宁, tradiční 錢寧, † 25. června 1521) byl čínský generál, oblíbenec Čeng-tea, císaře čínské říše Ming.

## Život
Čchien Ning byl prostého původu. Koupil ho eunuch Čchien Neng (錢能), sloužící v Zakázaném městě, který mu dal své příjmení. Po smrti svého patrona dostal Čchien Ning místo velitele roty v palácové gardě ve vyšívaných uniformách. Mocný eunuch Liou Ťin ho představil císaři Čeng-teovi. Dovedností v lukostřelbě a vojenství získal císařovu pozornost a stal se velitelem palácové gardy. Císaři obstarával muzikanty, muslimky do harému, tibetské mnichy – odborníky na tantrický buddhismus. Roku 1507 řídil výstavbu nového císařského paláce mimo Zakázané město, takzvaného „Leopardího paláce“.
Roku 1512 představil císaři Ťiang Pina, mladého důstojníka, který začal konkurovat jeho vlivu na panovníka. Ve snaze vzdálit Čeng-teho od Čchien Ninga císaře přesvědčil k cestě do severního pohraničí, kde Čeng-te strávil většinu z let 1517–1519. Čchien Ning a jeho spojenci (Čeng-teho oblíbenec herec Cang Sien a ministr Lu Wan) zatím zakrývali před císařem zrádné chování Ču Čchen-chaoa, knížete z Ning. Poté, co se v létě 1519 kníže z Ning vzbouřil, vyšetřování odhalilo jeho kontakty v Pekingu a v prosinci 1519 byli Čchieng Ning i Cang Sien zatčeni. Lu Wan a další eunuchové a důstojníci je následovali do vězení o rok později.
Dne 25. června 1521 byl Čchien Ning popraven.